# Ekleptostylis walkeri
Ekleptostylis walkeri är en kräftdjursart som först beskrevs av William Thomas Calman 1907.  Ekleptostylis walkeri ingår i släktet Ekleptostylis och familjen Diastylidae. Inga underarter finns listade i Catalogue of Life.